# 伊藤瞭介
伊藤 瞭介（いとう りょうすけ、1938年6月28日 - ）は、日本の実業家。1997年に風力発電メーカーであるゼファーを設立、小型風力発電施設では日本一のシェアを誇る企業に成長させた。

## 経歴
- 1938年 日本におけるギタリストの草分けである伊藤翁介の長男として生まれる[4]。
- 1961年 成城大学経済学部卒業[5]
- 1961年 山水電気入社[6]
- 1976年 同社取締役就任
- 1986年 同社代表取締役社長就任
- 1990年 同社代表取締役社長退任[7]
- 1992年 伊藤総研設立。（コンサルタント業）[8]
- 1997年 風力発電機メーカー、ゼファー設立 、代表取締役社長就任
- 2010年 5月 同社代表取締役会長に就任  10月 会長を退きファウンダーに就任

新資本主義研究会 （旧近代資本主義研究会） 世話人

## 受賞
- 2009年　産学官連携功労者表彰経済産業大臣賞：世界最軽量の汎用小型風力発電システムの開発

## テレビ出演
- 日経スペシャル カンブリア宮殿 熟年起業家が語る 真のモノづくり（2009年9月28日、テレビ東京）[9]